# DNA 백신

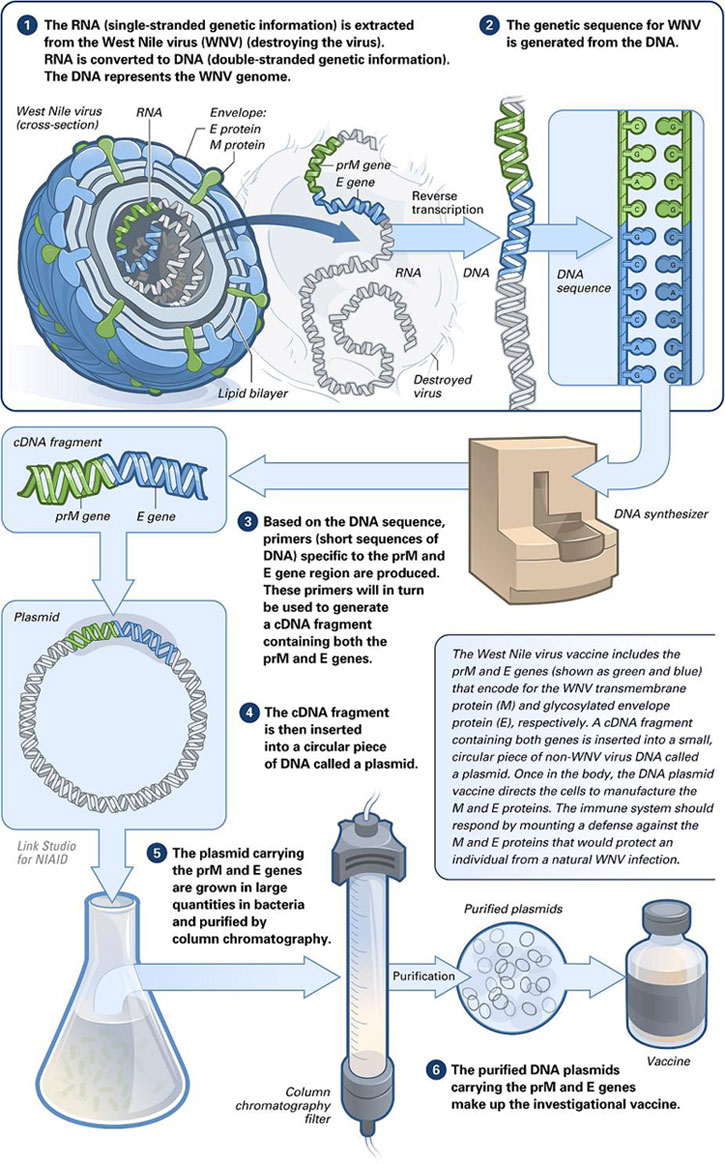
DNA 백신의 제조 원리

DNA 백신(DNA vaccine)은 면역 반응을 유도하기 위한 매커니즘으로서 특정 항원이 코딩된 DNA 서열을 생물의 세포 안으로 형질주입하는 백신의 일종이다.
DNA 백신은 면역 반응이 필요한 곳에 항원을 인코딩하는 DNA 서열을 포함하는, 유전공학적 플라스미드를 주입함으로써 동작하기 때문에 세포는 직접 항원을 만들어내며 이에 따라 보호적 면역 반응을 일으키게 된다. DNA 백신은 "더 넓은 유형의 면역 반응을 유도할 수 있는 능력"을 포함하여 전통 백신 대비 이론적 장점이 있다. 여러 DNA 백신들이 수의학적 목적으로 테스트되어왔다. 일부의 경우 동물의 질병 보호가 가능했으며 일부의 경우는 그러지 못했다. 인간의 바이러스, 세균, 기생충 질병, 그리고 암에 대한 접근에 관한 연구는 진행 중이다. 2021년 8월, 인도의 권위기관들은 ZyCoV-D를 긴급 승인했다. 카딜라 헬스케어가 개발한 백신은 인간을 위해 승인된 최초의 DNA 백신이다.

## 같이 보기
- RNA 백신